# Munição de bean bag
A munição de bean bag (do português saco de feijões), BB ou também conhecida como munição de feijão é uma munição menos letal utilizado por policiais mundo a fora, com sua origem nos Estados Unidos, é utilizada em países como os Estados Unidos, Colômbia, México, Canadá, Hungria, Hong Kong, entre outros...
A funcionalidade deste tipo de munição é simples, a munição de basicamente escopeta calibre 12, é equipada em uma arma letal, porem não atira um projétil letal e sim um saco de feijões e/ou bolinhas de chumbo que não são tão letais porem causam machucados.

## Funcionalidade
Este tipo de munição é utilizado para causar distração a algum agressor. Normalmente é utilizado por forças policiais especiais. Ao atingir o suspeito, a força policial ganha alguns segundos de distração para tomar alguma situação, tempo o bastante para solução de um sequestro por exemplo, e caso o utilizador erre o tiro e acerte também na vitima de sequestro, a vitima provavelmente não irá morrer apenas ficará ferida como o sequestrador.
Este tipo de munição também é utilizado em protestos, a longa distancia sua munição não é eficaz, então é utilizada para quando os manifestantes investem contra alguma equipe policial.
No brasil, as policias militares normalmente não tem este equipamento, normalmente no Brasil são utilizados balas de borracha que conseguem atingir distancias mais longas e/ou bagos que tem uma funcionalidade parecida.

## Acidentes
Mesmo sendo um tipo de munição menos letal, o uso de munições de BB podem sim machucar gravemente ou matar alguém que for acertado por este tipo de munição, alguns exemplos são:
- Em 2006 durante protestos anti-corrupção em Budapeste na Hungria, três manifestantes ficaram gravemente feridos após serem acertados por munições de bean bag na face, os três manifestantes com ferimentos graves tiveram cegueira permanente de um ou dos dois olhos, além de fraturas do nariz (causado pela pressão do projétil) o que causou uma deformidade facial. Além dos três gravemente feridos, outros manifestantes tiveram fraturas em diversas áreas do corpo. Em 2013 um dos três manifestantes que ficaram cegos no dia cometeu suicídio, ele enfrentava um grave caso de depressão dês do episodio.[3][4][5]
- Em 2013 em Ilinois nos Estados Unidos, um homem de 95 anos  morreu com um trauma na cabeça após ser baleado por uma munição de feijão atirado pela policia.[6]
- Em agosto de 2019 nos protestos em Hong Kong uma socorrista foi baleada por uma munição de BB enquanto ajudava no socorro de um ferido, a socorrista em questão teve a ruptura de seu globo ocular causada pelo tiro.[7][8]
- Em novembro de 2019, uma munição de feijão atingiu o estudante Dilan Cruz na cabeça o que acabou matando-o, a morte do estudante trouxe discussões sobre a brutalidade policial na Colômbia e uma onda de protestos.[9]
- Em 2020, um jovem chamado de Justin Howell foi atingido na cabeça por um tipo de BB disparado pela policia de Austin, nos Estados Unidos. Quando atingido o jovem teve um traumatismo craniano e por conta disso teve convulsões.[10] Um dia após o acontecimento com o jovem, outro jovem chamado Brad Levi Ayala também foi baleado pela policia de Austin utilizando uma munição de feijão, assim também tendo um traumatismo craniano.[11]
- Em 24 de setembro de 2023, o torcedor do São Paulo, Rafael Cunha, de 32 anos, foi morto após a cabeça dele atingida por um bean bag, munição adotada pela Polícia Militar de São Paulo, durante a comemoração do time paulista sobre o Flamengo, na final masculina da Copa do Brasil.[12] Em 28 do mesmo mês, o Departamento Estadual de Homicídios e Proteção à Pessoa (DHPP) confirmou que uma munição de bean bag matou o torcedor.[13]